# Vovcha (Donets)
Vovcha (tiếng Ukraina: Вовча) hay Volchya (tiếng Nga: Волчья) là một phụ lưu tả ngạn của sông Seversky Donets, dài 88 km (55 mi). Sông chảy trên địa bàn tỉnh Belgorod của Nga và tỉnh Kharkiv của Ukraina.
Đầu nguồn sông gần làng Volchya Alexandrovka thuộc tỉnh Belgorod, gần biên giới Nga-Ukraina. Sông chảy chủ yếu theo hướng tây. Trên sông Vovcha, cách cửa sông 6 km, có thành phố Vovchansk. Lưu lượng nước cách cửa sông 6 km là 3,11 m³/s. Sông Vovcha chảy vào Seversky Donets ở điểm cách nguồn sông này 111 km.
Sông đi vào biên giới của tỉnh Kharkiv, Ukraina ở phía đông của làng Zemlianka thuộc huyện Vovchansk. Tổng chiều dài của sông là khoảng 90 km, trong đó 62 km thuộc tỉnh Kharkiv. Diện tích của lưu vực sông là 1.340 km², trong đó 868 km² thuộc tỉnh Kharkiv. Độ dốc trung bình của sông là 0,74 m/km.
Chiều rộng của thung lũng sông đạt 6–11 km, các sườn dốc không đối xứng đáng kể: sườn bên hữu ngạn khá dốc và phân nhánh bởi các khe cạn và rãnh núi, sườn bên tả ngạn thoai thoải và có đặc điểm là các khe cạn dài ít phân nhánh.
Dòng chảy của sông ở tỉnh Kharkiv gần như không được điều tiết. Vùng bãi bồi có chiều rộng từ 350–400 m, các phần thấp của vùng bãi bồi phần lớn là đầm lầy, trong khi các vùng giữa và cao được sử dụng làm ruộng cỏ khô, một phần được cày bừa để gieo trồng cây nông nghiệp.
Sông Vovcha có phụ lưu tả ngạn - sông Plotva (32 km), cũng như các suối cạn: Budarivskyi Yar, Reznikivskyi Yar, Karaiichnyi Yar, Bilyi Yar, Buzova.
Có một truyền thuyết mô tả sự xuất hiện của sông Vovcha, từng được gọi là vùng nước Sói. Theo đó, thuở xưa có nhiều con sói sống trên lãnh thổ của huyện Volchansk ngày nay. Tuy nhiên, vào những năm 50 của thế kỷ XX, do sói ăn cắp gia súc nên có quyết định tiêu diệt hết sói. Giờ đây, sói hiếm khi xuất hiện trong khu vực sông Vovcha.